# Emmanuel Ojeda
Pedro Emmanuel Ojeda (Goya, 5 de noviembre de 1997) es un futbolista argentino que juega como mediocampista central en Huracán, de la Primera División de Argentina.

## Biografía

### Infancia
Ojeda nació en la localidad de Goya, Provincia de Corrientes pero a los dos años se trasladó junto a su familia a la ciudad de Rosario. Durante su infancia jugó en varios equipos de la Liga Rosarina de Fútbol hasta que en 2010 fichó para Rosario Central. Allí hizo todas las inferiores desde novena hasta cuarta, jugó entre todas las divisiones 122 encuentros y marcó 8 goles. En el año 2016 empezó a competir en reserva.

### Rosario Central
Durante el primer semestre de 2016 Eduardo Coudet lo llevó al banco de suplentes en un partido ante Quilmes pero no ingresó a jugar. Debutó profesionalmente el 29 de octubre de 2016 por la fecha 8 del torneo de primera división. Durante esa temporada acumuló solamente tres partidos jugados en el primer equipo y compitió principalmente en reserva.
A mediados de 2017 se disputó la segunda edición de la Copa Santa Fe y Central ganó el torneo con su equipo de reserva. Ojeda disputó cuatro partidos del torneo, incluyendo las dos finales ante Atlético de Rafaela. Mientras tanto el entrenador del primer equipo, Paolo Montero, no lo tenía entre sus principales opciones.
Tras la salida de Montero como técnico de Central a finales de 2017, quien asumió la conducción del equipo fue Leonardo Fernández, el entrenador de la reserva. Si bien Fernández lo había considerado como titular, en una de sus primeras prácticas sufrió una ruptura de ligamentos cruzados y se perdió el resto de la temporada.
Luego de recuperarse de la lesión, y ahora con Edgardo Bauza como técnico, Ojeda comenzó a disputar algunos encuentros con el primer equipo a finales de 2018. Ingresó durante el segundo tiempo en la final de la Copa Argentina 2018 que su equipo ganó por penales ante Gimnasia de La Plata.
Desde comienzos de 2019 se vio relegado ante la llegada de Fabián Rinaudo a Central y en más de una ocasión el club consideró darlo a préstamo. A mediados de 2020 estuvo cerca de irse a préstamo a Portugal y a principios de 2021 a Atlético Tucumán, sin embargo ante las lesiones en el plantel de jugadores en su misma posición su salida no se concretó. Recién en mayo de 2021 se consolidó como el número cinco titular del equipo con el Kily González como técnico.

### Universidad de Chile
Tras la llegada de Leandro Somoza a la banca del canalla, empieza a perder consideración, hasta que en junio de 2022 fue presentado como nuevo refuerzo del Universidad de Chile de la Primera División chilena.

## Selección nacional
A mediados de 2016 disputó el Torneo de la Alcudia con la Selección de fútbol sub-20 de Argentina, donde fue subcampeón. Al año siguiente participó Campeonato Sudamericano de Fútbol Sub-20 de 2017, donde jugó dos partidos y su equipo se clasificó para el mundial tras quedar en cuarto lugar. No fue convocado para jugar el mundial de ese año.

## Estadísticas
| Club                         | Div.          | Temporada     | Liga  | Liga  | Copas nacionales | Copas nacionales | Torneos internacionales | Torneos internacionales | Total | Total |
| Club                         | Div.          | Temporada     | Part. | Goles | Part.            | Goles            | Part.                   | Goles                   | Part. | Goles |
| ---------------------------- | ------------- | ------------- | ----- | ----- | ---------------- | ---------------- | ----------------------- | ----------------------- | ----- | ----- |
| Rosario Central Argentina    | 1°            | 2016-17       | 2     | 0     | —                | —                | —                       | —                       | 2     | 0     |
| Rosario Central Argentina    | 1°            | 2017-18       | 0     | 0     | —                | —                | —                       | —                       | 0     | 0     |
| Rosario Central Argentina    | 1°            | 2018-19       | 4     | 0     | 2                | 0                | 1                       | 0                       | 7     | 0     |
| Rosario Central Argentina    | 1°            | 2019-20       | 11    | 0     | 12               | 1                | —                       | —                       | 23    | 1     |
| Rosario Central Argentina    | 1°            | 2021          | 20    | 1     | —                | —                | 9                       | 0                       | 29    | 1     |
| Rosario Central Argentina    | 1°            | 2022          | —     | —     | 10               | 1                | —                       | —                       | 10    | 1     |
| Rosario Central Argentina    | Total         | Total         | 37    | 1     | 24               | 2                | 10                      | 0                       | 71    | 3     |
| Universidad de Chile · Chile | 1.ª           | 2022          | 14    | 1     | 4                | 0                | —                       | —                       | 18    | 1     |
| Universidad de Chile · Chile | 1.ª           | 2023          | 24    | 0     | 0                | 0                | —                       | —                       | 24    | 0     |
| Universidad de Chile · Chile | 1.ª           | 2024          | 11    | 0     | 5                | 0                | —                       | —                       | 16    | 0     |
| Universidad de Chile · Chile | Total         | Total         | 49    | 1     | 9                | 0                | 0                       | 0                       | 58    | 1     |
| Total carrera                | Total carrera | Total carrera | 86    | 2     | 33               | 2                | 10                      | 0                       | 129   | 4     |

## Palmarés

### Campeonatos nacionales
| Título         | Club                 | País      | Año  |
| -------------- | -------------------- | --------- | ---- |
| Copa Argentina | Rosario Central      | Argentina | 2018 |
| Copa Chile     | Universidad de Chile | Chile     | 2024 |